# Yorkshire Museum
Yorkshire Museum är ett museum beläget i York, Yorkshire, Storbritannien med fyra permanenta samlingar: biologi, geologi, arkeologi och astronomi. Framför allt den arkeologiska samlingen rymmer många intressanta föremål, som Cawoodsvärdet och Coppergatehjälmen.

## Historia

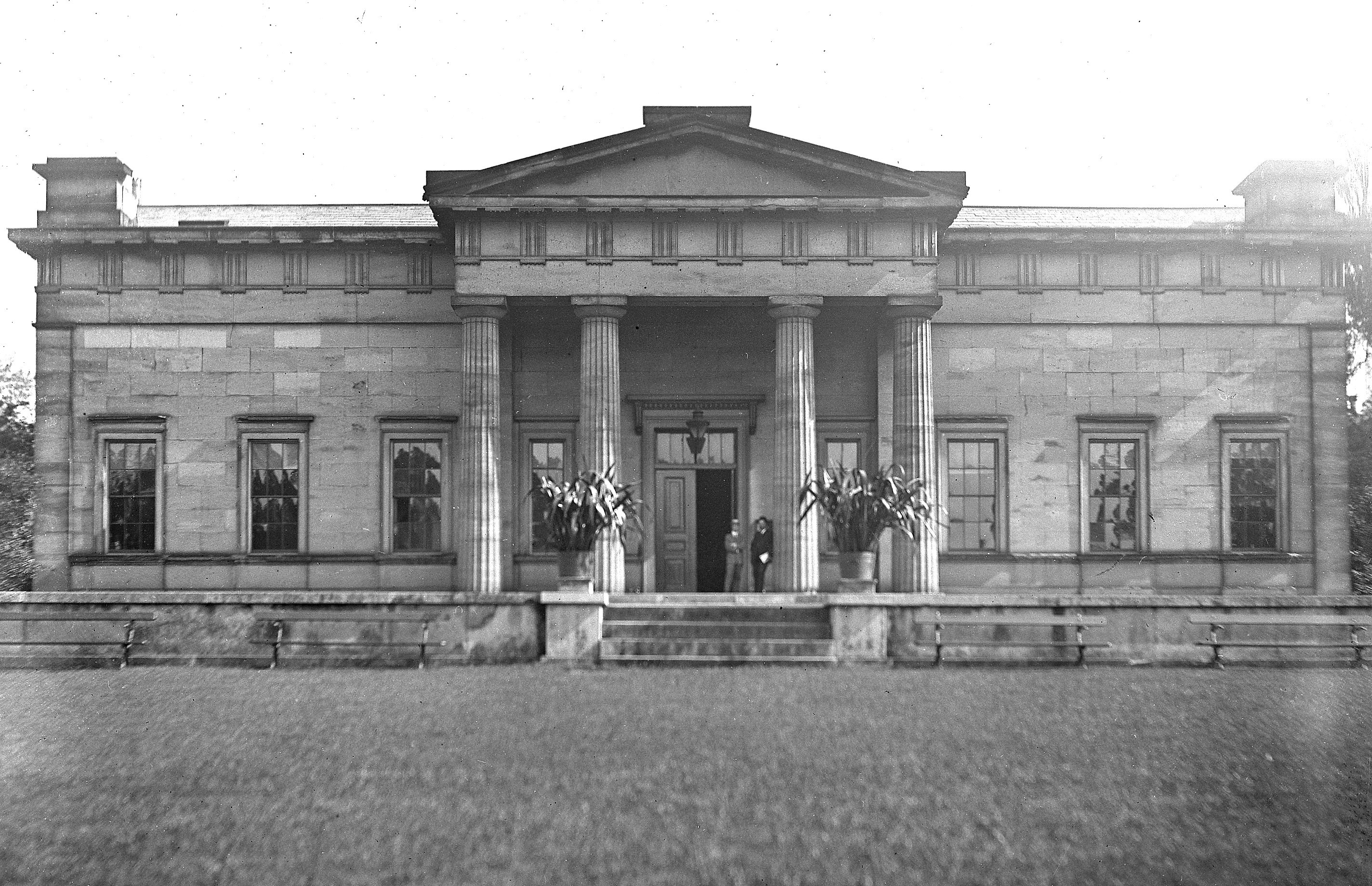
Museibyggnaden i början av 1900-talet.

Museet grundades av Yorkshire Philosophical Society (YPS - ett naturvetenskapligt sällskap som bildades den 7 december 1822) för att rymma medlemmarnas geologiska och arkeologiska föremål och samlingarna inhystes i Ousegate i York, tills lokalerna blev för små. Sällskapet fick 1828 tio tunnland mark som hade tillhört klostret St Mary's Abbey för att bygga ett nytt museum. Huvudbyggnaden, som idag är byggnadsminnesmärke, kallas Yorkshire Museum och ritades av arkitekten William Wilkins i nygrekisk (greek revival) stil. Museet öppnade officiellt i februari 1830 vilket gör det till ett av de äldsta museerna i England. Ett villkor för den kungliga markdonationen var att området kring museet skulle bli en botanisk trädgård. Denna, som designades av Sir John Naysmith, anlades mellan 1827 och 1843 och är känd som York Museum Gardens. Den 26 september 1831 hölls det konstituerande mötet för British Association for the Advancement of Science (numera British Science Association) i museets lokaler.
Tempest Anderson Hall byggdes 1912 som ett annex till museet och används idag som konferenslokal och föreläsningssal. Det är ett exempel på en tidig byggnad i armerad betong.
Förvaltningen av Yorkshire Museum and Gardens överläts 1961 till Yorks stadsfullmäktige (York City Council, senare City Council of York) och denna bildade 2002 York Museums Trust tillsammans med YPS för att administrera York Castle Museum, York Art Gallery och Yorkshire Museum and Gardens.
Under 2009 och 2010 stängde museet i nio månader för renovering, vilken i stor utsträckning utfördes av museets egen personal. Detta resulterade i tre huvudavdelningar: "Eboracum: Ansikte mot ansikte med romarna", "York: Makten och äran" (anglikanernas, vikingarnas och medeltidens York) samt "Utdöd: Ett sätt att leva/En aspekt av livet" ("Extinct: A way of life" - ett underhållande familjeorienterat galleri som visr fossil, skelett och preparerade djur).

## Samlingar

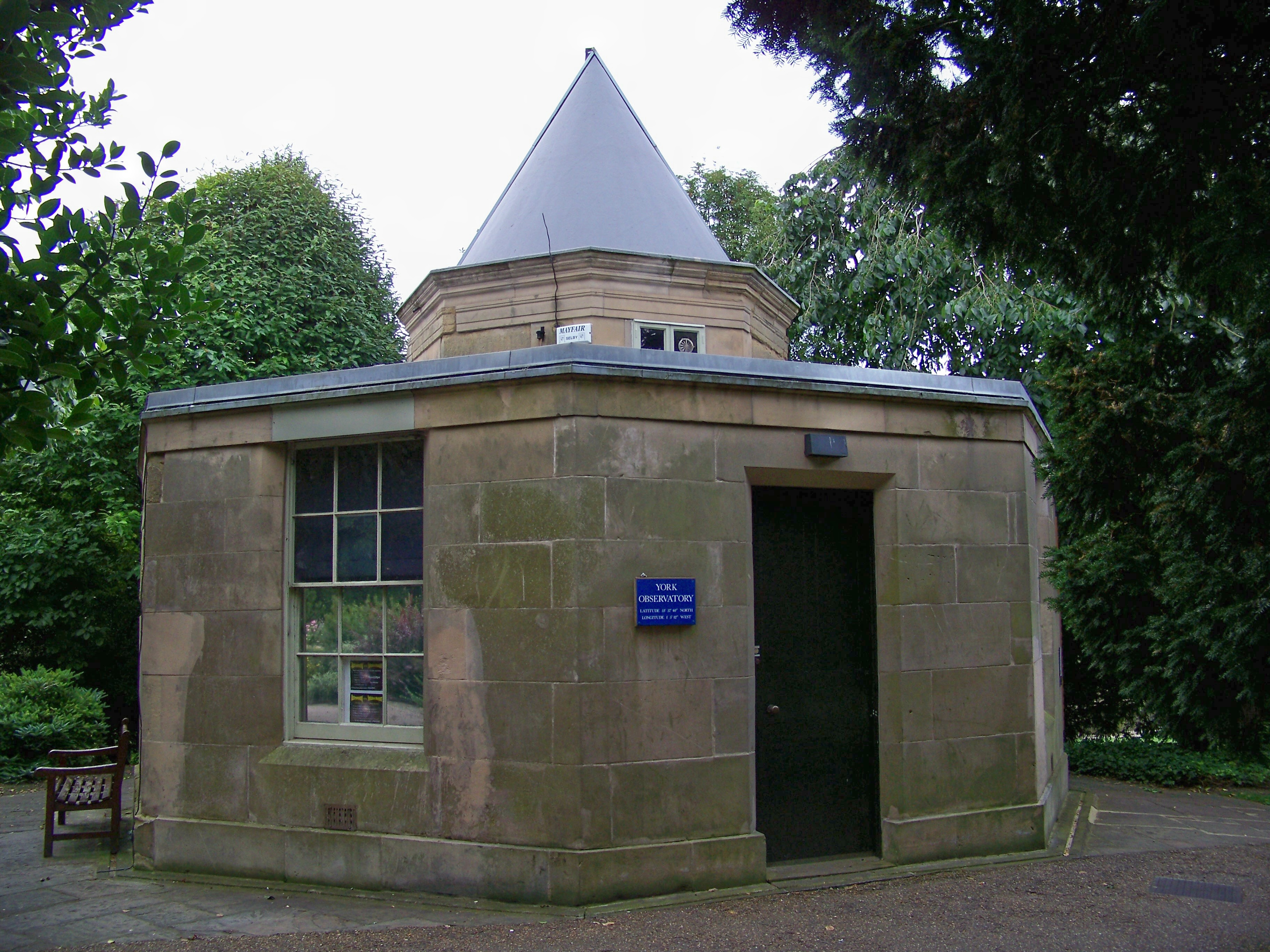
York Observatory.

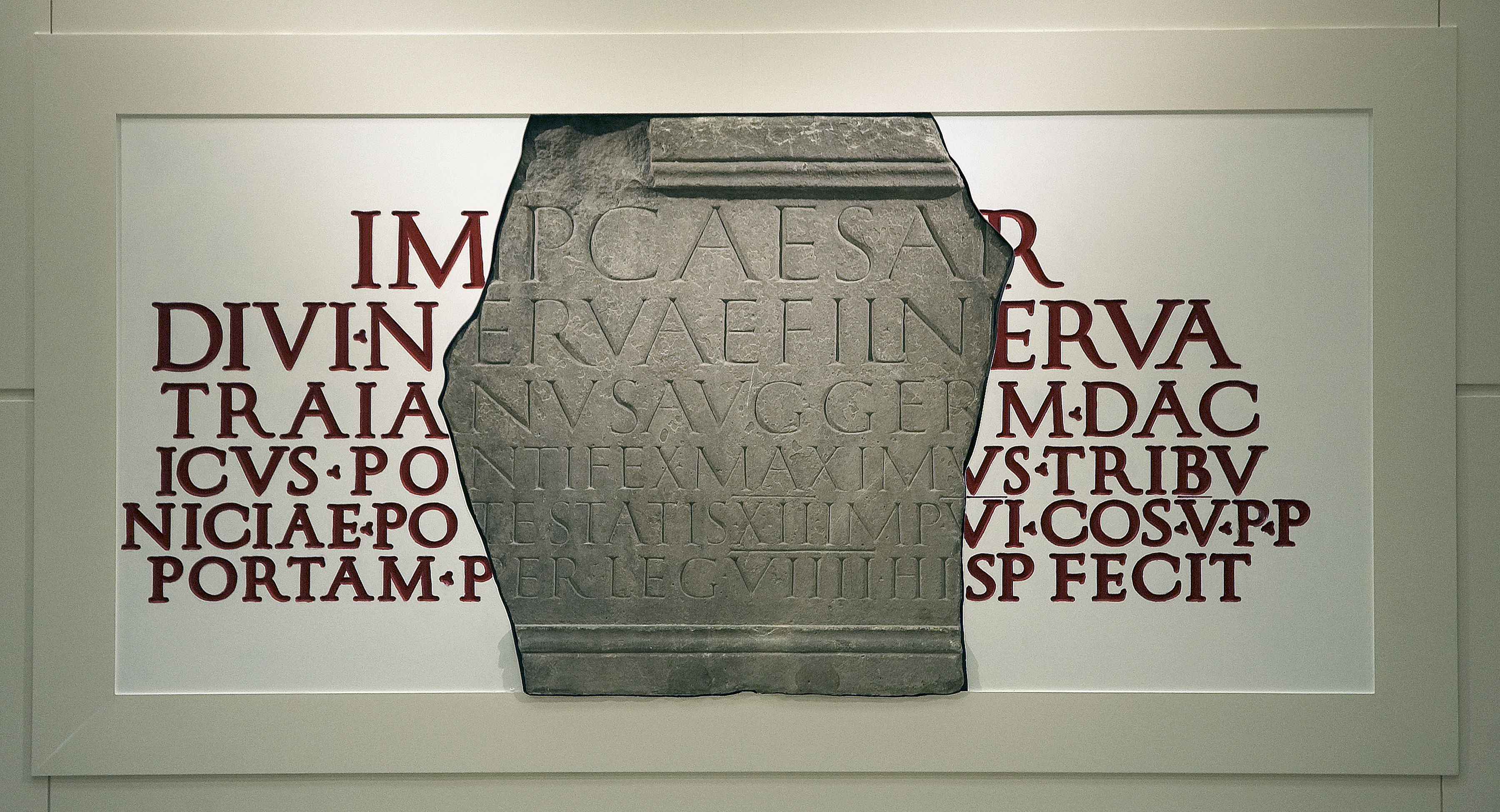
Den sista kända inskriptionen från den mystiskt försvunna romerska Legio IX Hispana daterad till år 108.

Yorkshire Philosophical Societys samlingar började med de ben och fossil som grävdes fram i Kirkdalegrottan på 1820-talet.

### Biologi
De biologiska samlingarna består av 200 000 objekt, både växter och djur, varav huvuddelen är insekter. Det finns två uppstoppade exemplar av den utdöda garfågeln, ett nästan komplett skelett av den utdöda moafågeln och en stor samling av fynd från Yorkshire innefattande rester av elefanter, grottbjörnar och hyenor från Kirkdalegrottan som dateras till att vara cirka 125 000 år gamla (kvartär).

### Geologi
De geologiska samlingarna består av över 112 000 exemplar av bergarter, mineral och fossil, varav de över 100 000 fossilen är i klar majoritet och innefattar viktiga exemplar från karbon, mesozoikum och tertiär.

### Astronomi
Den astronomiska samlingen förvaras huvudsakligen i observatoriet i Museum Gardens, med några teleskop på York Castle Museum. Observatoriet bemannas av frivilliga krafter.

### Arkeologi
De arkeologiska samlingarna består av nästan en miljon objekt från tiden kring 500 000 f.Kr. till nutid.
De flesta föremål från de romerska, anglo-skandinaviska och medeltida perioderna kommer från trakterna kring York och Yorkshire. Efter museets omdaning 2010 visar det första galleriet delar av de romerska samlingarna med fokus på föremål från Eboracum, det romerska York. En staty av guden Mars har en framträdande plats och det sista livstecknet från den förlorade romerska nionde legionen, en steninskription, finns också utställd. BBC säger att "experter har beskrivit den som det finaste exemplet på brittisk-romerska inskriptioner som finns".

Föremål från de arkeologiska samlingarna
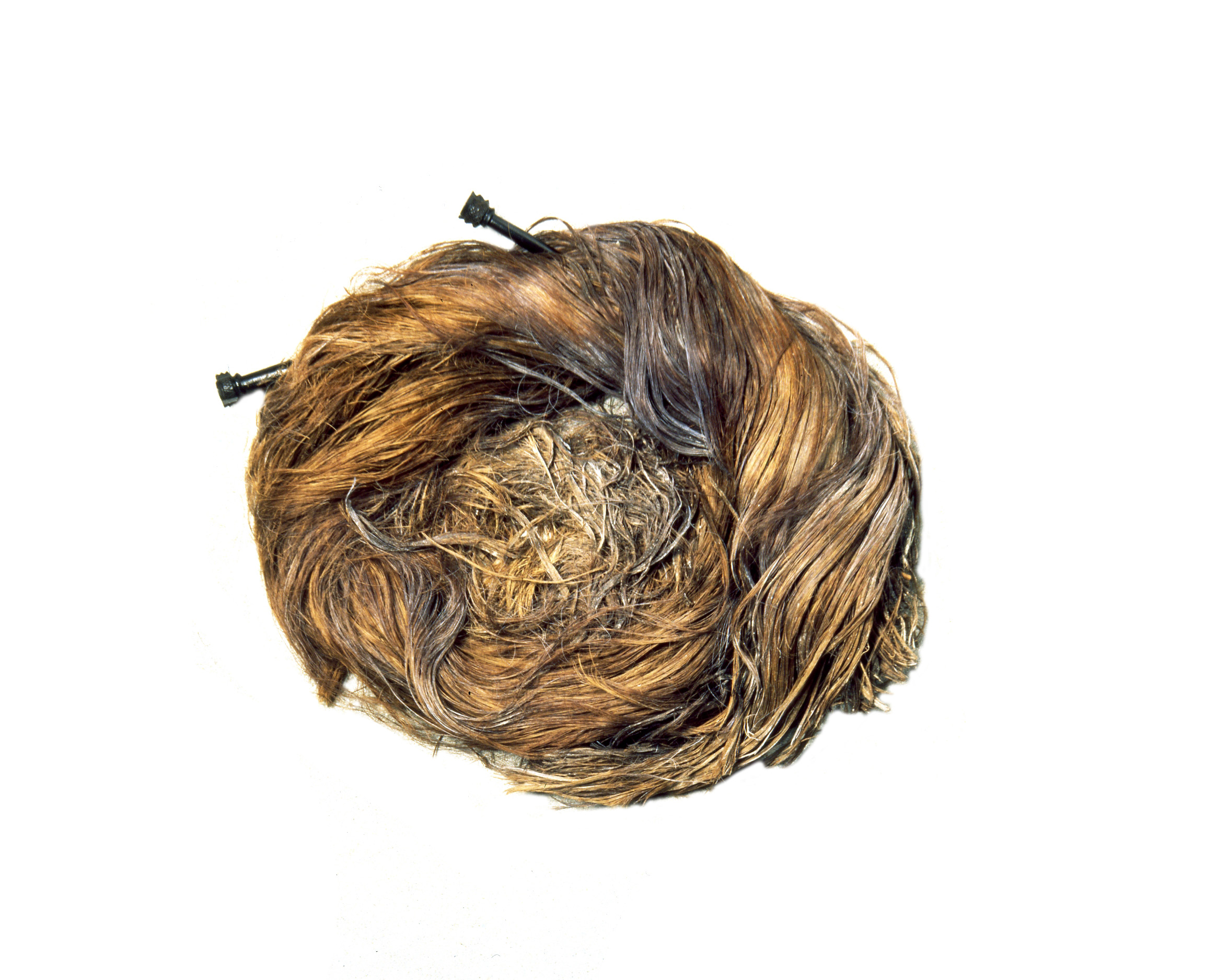
En romersk hårknut från cirka 300 e.Kr.
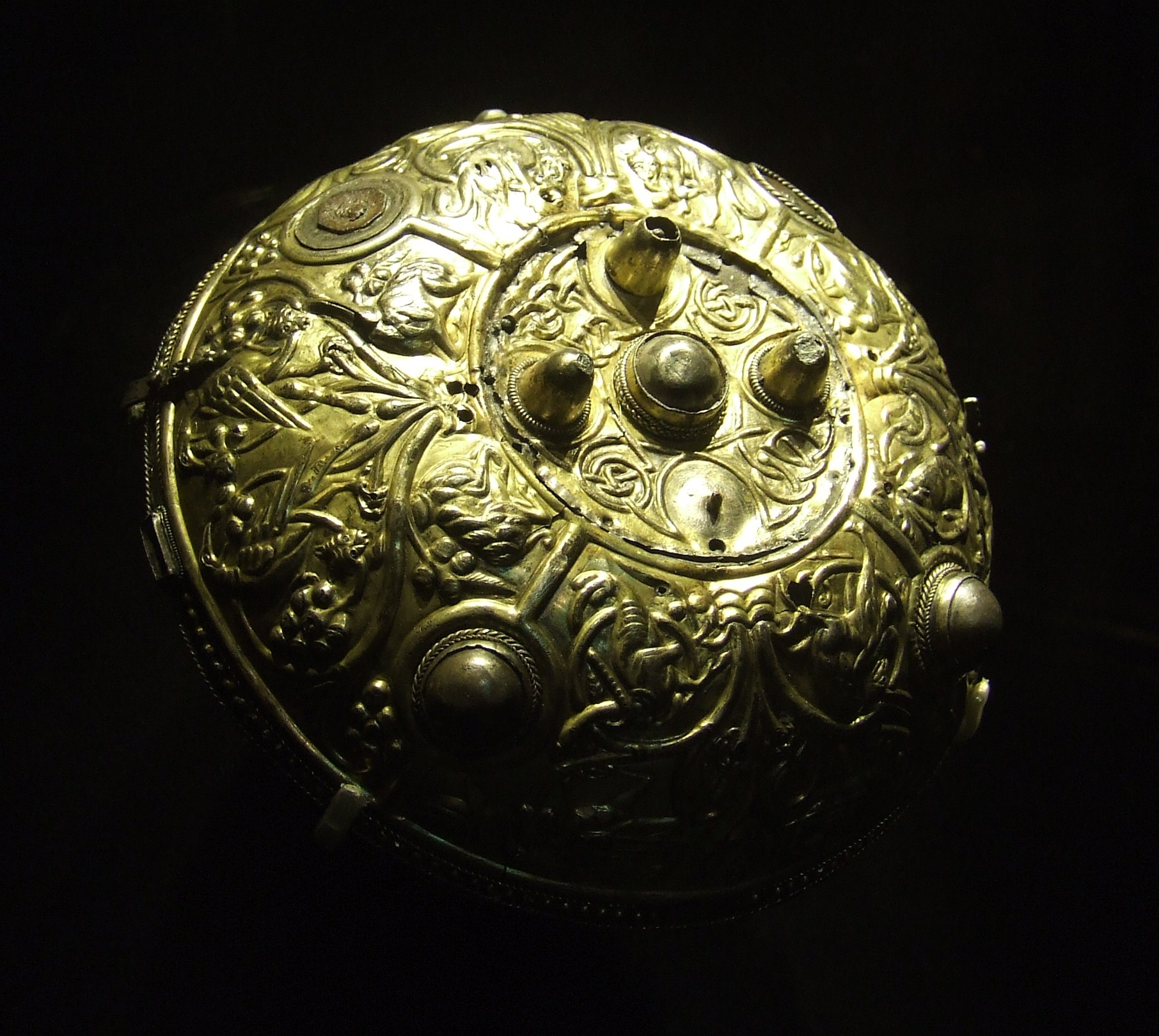
Skålen från Ormside
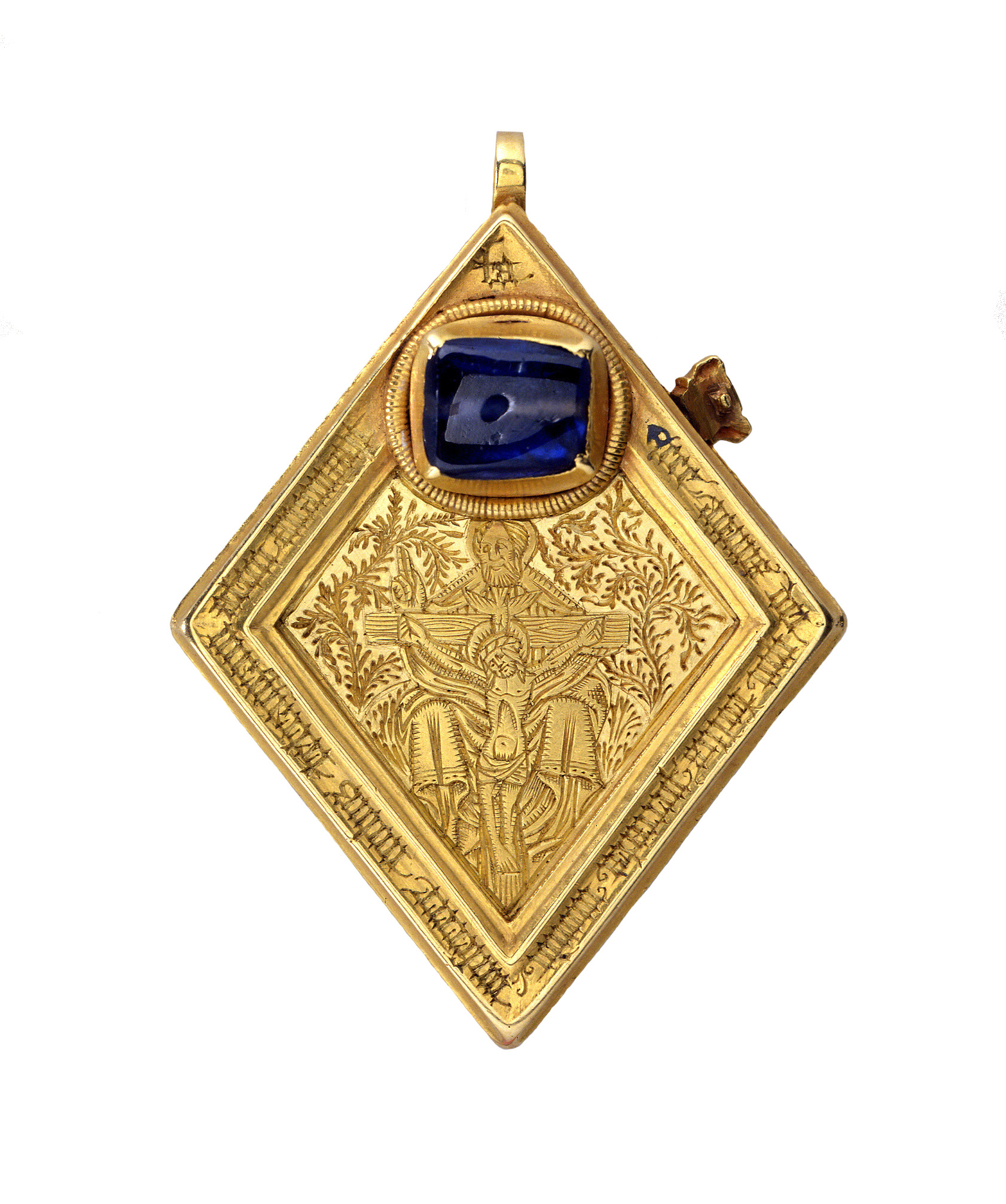
Middlehamsmycket av guld med en safir, från c:a 1460
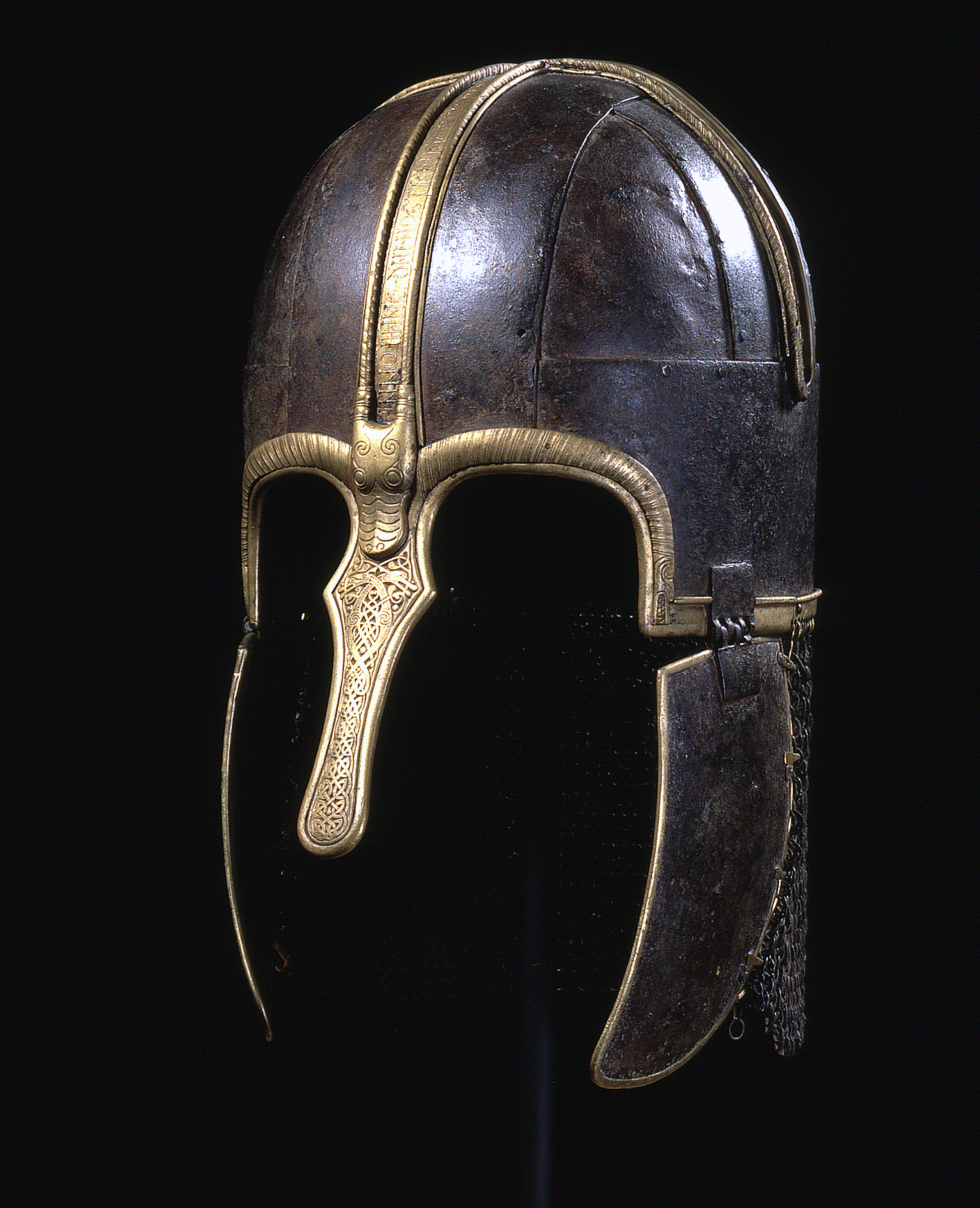
Coppergatehjälmen från 700-talet.
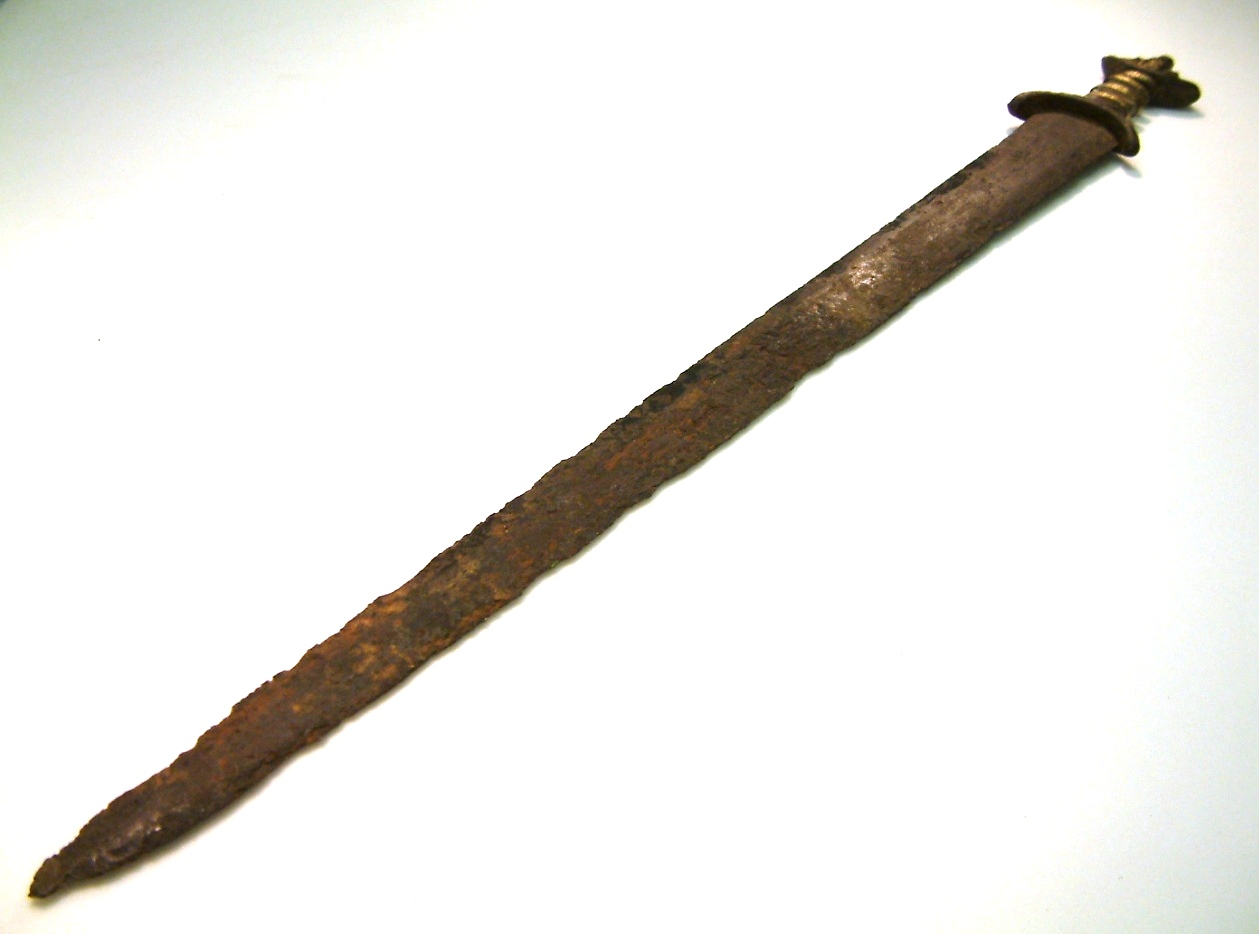
Gillingsvärdet från 800-talet med silversmyckat hjalt.
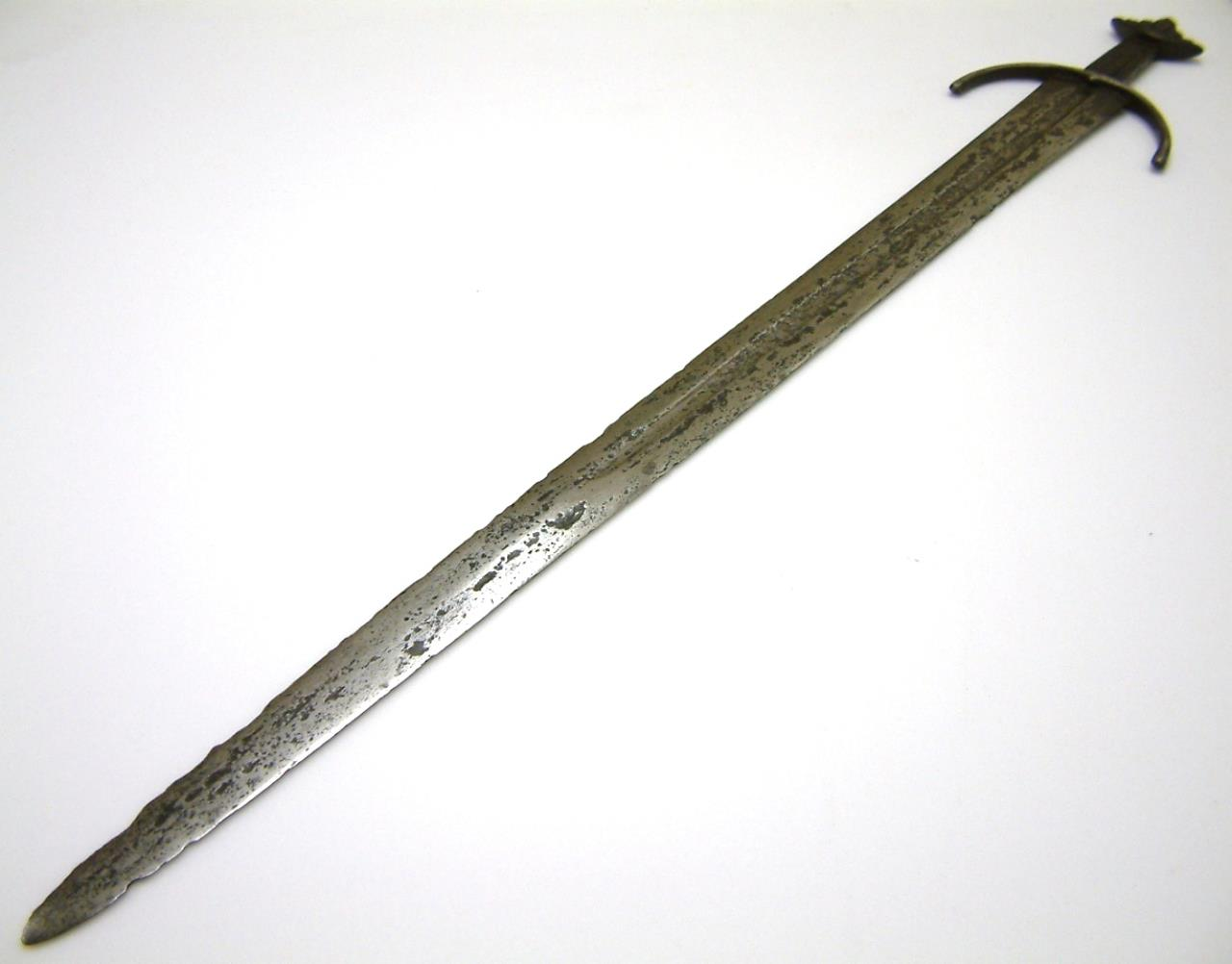
Cawoodsvärdet, ett vikingasvärd från cirka 1100.